# Baruve, Hosanagara
Baruve là một làng thuộc tehsil Hosanagara, huyện Shimoga, bang Karnataka, Ấn Độ.